# Éthique déontologique
L'éthique déontologique ou déontologisme (formé à partir du grec δέον / déon, au génitif δέοντος / déontos, « ce qui convient, ce qui est opportun », et du suffixe -λογία / -logía dérivé de λόγος / lógos, « parole, discours, étude ») est la théorie éthique qui affirme que chaque acte moral doit être jugé selon sa conformité (ou sa non-conformité) à certains devoirs. Le terme « déontologie » a été créé par le philosophe anglais Jeremy Bentham dans son livre Chrestomathia (1816).

## Description
Le déontologisme s'oppose ainsi au conséquentialisme, qui affirme que les actes moraux sont à juger uniquement en fonction de leurs conséquences.
Le déontologisme moniste fait dériver toutes nos obligations d'un unique principe, comme l'impératif catégorique dans la doctrine de Kant.
Le déontologisme pluraliste refuse ce qu'il considère être un réductionnisme et affirme que les actions humaines sont à juger en fonction de plusieurs principes distincts, comme le devoir de ne pas faire de mal à autrui inutilement (principe de non-malfaisance), le devoir de se conformer aux engagements librement donnés (principe de fidélité), le devoir de remercier ceux qui nous ont aidés (principe de gratitude), le devoir de compenser les personnes à qui nous avons fait un tort (principe de justice restaurative), etc.